# Indische Cricket-Nationalmannschaft in England in der Saison 2014
Die Tour der indischen Cricket-Nationalmannschaft nach England in der Saison 2014 fand vom 22. Juni bis zum 7. September 2014 statt. Die internationale Cricket-Tour fand im Rahmen der internationalen Cricket-Saison 2014 statt. Sie umfasste fünf Test Matches, fünf ODIs und ein Twenty20. England gewann die Testserie 3-1 und das Twenty20, während Indien die ODI-Serie 3-1 gewann. Die ausgetragenen Tests der Touren waren Spiele im Rahmen der ICC Test Championship, die ODI Bestandteil der ICC ODI Championship und die Twenty20-Spiele Teil der ICC T20I Championship.

## Vorgeschichte

### Ansetzung
Diese Tour war die erste Tour Indiens nach England seit 1959, in der fünf Tests gespielt wurden. Bemerkenswert war auch die schnelle Abfolge der Tests, ohne dazwischen Tour-Matches auszutragen. Der dritte Test war der erste Test in England, der an einem Sonntag begann.

## Stadien
Die folgenden Stadien wurden für die Tour als Austragungsort vorgesehen und am 2. September 2013 festgelegt.
| Stadion                     | Stadt       | Kapazität | Spiele          |
| --------------------------- | ----------- | --------- | --------------- |
| Edgbaston Cricket Ground    | Birmingham  | 24.803    | 4. ODI; 1. T20  |
| Sophia Gardens              | Cardiff     | 15.643    | 2. ODI          |
| Bristol County Ground       | Bristol     | 17.500    | 1. ODI          |
| Trent Bridge                | Nottingham  | 15.350    | 1. Test; 3. ODI |
| Headingley Stadium          | Leeds       | 17.000    | 5. ODI          |
| The Oval                    | London      | 23.500    | 5. Test         |
| Lord’s Cricket Ground       | London      | 30.000    | 2. Test         |
| Old Trafford Cricket Ground | Manchester  | 19.000    | 3. Test         |
| Rose Bowl                   | Southampton | 6.500     | 4. Test         |

## Kaderlisten
Indien benannte seinen Kader am 28. Mai 2014, England am 2. Juli 2014.
| Test | Test | ODI | ODI | Twenty20 | Twenty20 |
| England | Indien | England | Indien | England | Indien |
| --- | --- | --- | --- | --- | --- |
| - Alastair Cook (K) - Moeen Ali - James Anderson - Gary Ballance - Ian Bell - Stuart Broad - Jos Buttler (wk) - Steven Finn - Chris Jordan - Simon Kerrigan - Liam Plunkett - Matt Prior (wk) - Sam Robson - Joe Root - Ben Stokes - Chris Woakes | - Mahendra Sing Dhoni (K & wk) - Varun Aaron - Ravichandran Ashwin - Stuart Binny - Shikhar Dhawan - Gautam Gambhir - Ravindra Jadeja - Virat Kohli - Bhuvneshwar Kumar - Naman Ojha (wk) - Ishwar Pandey - Chehteshwar Pujara - Ajinkya Rahane - Wriddhiman Saha (wk) - Mohammed Shami - Ishant Sharma - Rohit Sharma - Pankaj Singh - Murali Vijay | - Alastair Cook (K) - Moeen Ali - James Anderson - Gary Ballance - Ian Bell - Jos Buttler (wk) - Steven Finn - Harry Gurney - Alex Hales - Chris Jordan - Eoin Morgan - Joe Root - Ben Stokes - James Tredwell - Chris Woakes | - Mahendra Singh Dhoni (K & wk) - Virat Kohli (VK) - Ravichandran Ashwin - Stuart Binny - Shikhar Dhawan - Mohit Sharma - Ravindra Jadeja - Ambati Rayudu - Bhuvneshwar Kumar - Suresh Raina - Umesh Yadav - Dhawal Kulkarni - Ajinkya Rahane - Sanju Samson (wk) - Mohammed Shami - Karn Sharma - Rohit Sharma - Murali Vijay | - Eoin Morgan (K) - Moeen Ali - Ravi Bopara - Tim Bresnan - Jos Buttler (wk) - Steven Finn - Harry Gurney - Alex Hales - Chris Jordan - Joe Root - Jason Roy - James Taylor - James Tredwell - Chris Woakes | - Mahendra Singh Dhoni (K & wk) - Virat Kohli (VK) - Ravichandran Ashwin - Stuart Binny - Shikhar Dhawan - Mohit Sharma - Ravindra Jadeja - Ambati Rayudu - Bhuvneshwar Kumar - Suresh Raina - Umesh Yadav - Dhawal Kulkarni - Ajinkya Rahane - Sanju Samson (wk) - Mohammed Shami - Karn Sharma |

## Tour Matches
| 26. – 28. Juni Scorecard | Leicester | Indians 333-4d (90) | – | Leicestershire 349-5 (62) |
|                          |           | Remis               |   |                           |

Am zweiten Spieltag war aufgrund von Regen kein Spiel möglich.
| 1. – 3. Juli Scorecard | Derby | Derbyshire 326-5d (90) & 156-3d (45) | – | Indians 341-6d (91) & 143-5 (36.3) |
|                        |       | Indians gewinnen mit 5 Wickets       |   |                                    |

| 22. August Scorecard | London | Indians 230 (44.2)           | – | Middlesex 135 (39.5) |
|                      |        | Indians gewinnen mit 95 Runs |   |                      |

## Tests

### Erster Test in Nottingham
| 9. – 13. Juli Scorecard | Nottingham | Indien 457 (161) & 391-9d (123) | – | England 496 (144.5) |
|                         |            | Remis                           |   |                     |

Am zweiten Tag des ersten Tests beschuldigte die indische Mannschaft den englischen Bowler James Anderson den indischen Spieler Ravindra Jadeja in der Umkleidekabine geschubst zu haben. England beschuldigte hingegen Jadeja an der entstandenen Situation eine Mitschuld zu tragen. Jadeja wurde zunächst zu einer Geldstrafe verurteilt, aber zusammen mit Anderson Tage später für unschuldig befunden. Der Pitch wurde von den Umpires als „poor“ bewertet, was eine Verwarnung seitens des Weltverbandes ICC nach sich zog.

### Zweiter Test in London (Lord’s)
| 17. – 21. Juli Scorecard | Lord’s Cricket Ground | Indien 295 (91.4) & 342 (103.1) | – | England 319 (105.5) & 223 (88.2) |
|                          |                       | Indien gewinnt mit 95 Runs      |   |                                  |

### Dritter Test in Southampton
| 27. – 31. Juli Scorecard | Southampton | England 569-7d (163.4) & 205-4d (40.4) | – | Indien 330 (106.1) & 178 (66.4) |
|                          |             | England gewinnt mit 266 Runs           |   |                                 |

### Vierter Test in Manchester
| 7. – 11. August Scorecard | Manchester | Indien 152 (46.4) & 161 (43)                  | – | England 367 (105.3) |
|                           |            | England gewinnt mit einem Innings und 54 Runs |   |                     |

### Fünfter Test in London (The Oval)
| 15. – 19. August Scorecard | The Oval | Indien 148 (61.1) & 94 (29.2)                  | – | England 486 (116.3) |
|                            |          | England gewinnt mit einem Innings und 244 Runs |   |                     |

## One-Day Internationals

### Erstes ODI in Bristol
| 25. August Scorecard | Bristol | England        | – | Indien |
|                      |         | Spiel abgesagt |   |        |

### Zweites ODI in Cardiff
| 27. August Scorecard | Cardiff | Indien 304-6 (50)           | – | England 161 (38.1) |
|                      |         | Indien gewinnt mit 133 Runs |   |                    |

### Drittes ODI in Nottingham
| 30. August Scorecard | Nottingham | England 227 (50)             | – | Indien 228-4 (43) |
|                      |            | Indien gewinnt mit 6 Wickets |   |                   |

### Viertes ODI in Birmingham
| 2. September Scorecard | Birmingham | England 206 (49.3)           | – | Indien 212-1 (30.3) |
|                        |            | Indien gewinnt mit 9 Wickets |   |                     |

### Fünftes ODI in Leeds
| 5. September Scorecard | Leeds | England 294-7 (50)          | – | Indien 253 (48.4) |
|                        |       | England gewinnt mit 41 Runs |   |                   |

## Twenty20 International in Birmingham
| 7. September Scorecard | Birmingham | England 180-7 (20)         | – | Indien 177-5 (20) |
|                        |            | England gewinnt mit 3 Runs |   |                   |

## Statistiken
Die folgenden Cricketstatistiken wurden bei dieser Tour erzielt.
| Tests             | Tests      | Tests   | Tests   | Tests   | Tests   | Tests   | Tests   | Tests   |
| Batting           | Batting    | Batting | Batting | Batting | Batting | Batting | Batting | Batting |
| Spieler           | Mannschaft | Spiele  | Innings | Runs    | Average | HS      | 100s    | 50s     |
| ----------------- | ---------- | ------- | ------- | ------- | ------- | ------- | ------- | ------- |
| Joe Root          | England    | 5       | 7       | 518     | 103,60  | 154*    | 2       | 3       |
| Gary Ballance     | England    | 5       | 7       | 503     | 71,85   | 156     | 2       | 2       |
| Murali Vijay      | Indien     | 5       | 10      | 402     | 40,20   | 146     | 1       | 2       |
| MS Dhoni          | Indien     | 5       | 10      | 349     | 34,90   | 82      | 0       | 4       |
| Ajinkya Rahane    | Indien     | 5       | 10      | 299     | 33,22   | 103     | 1       | 2       |
| Bowling           |            |         |         |         |         |         |         |         |
| Spieler           | Mannschaft | Spiele  | Overs   | Wickets | Average | BBI     | 5W      | 10W     |
| James Anderson    | England    | 5       | 199.1   | 25      | 20,60   | 5/53    | 1       | 0       |
| Moeen Ali         | England    | 5       | 123.4   | 19      | 23,00   | 6/67    | 1       | 0       |
| Stuart Broad      | England    | 5       | 175.5   | 19      | 23,00   | 6/25    | 1       | 0       |
| Bhuvneshwar Kumar | Indien     | 5       | 172.5   | 19      | 26,63   | 6/82    | 2       | 0       |
| Ishant Sharma     | Indien     | 3       | 115     | 14      | 27,21   | 7/74    | 1       | 0       |

| ODIs                | ODIs       | ODIs    | ODIs    | ODIs    | ODIs    | ODIs    | ODIs    | ODIs    |
| Batting             | Batting    | Batting | Batting | Batting | Batting | Batting | Batting | Batting |
| Spieler             | Mannschaft | Spiele  | Innings | Runs    | Average | HS      | 100s    | 50s     |
| ------------------- | ---------- | ------- | ------- | ------- | ------- | ------- | ------- | ------- |
| Ajinkya Rahane      | Indien     | 4       | 4       | 192     | 48,00   | 106     | 1       | 0       |
| Joe Root            | England    | 4       | 4       | 163     | 40,75   | 113     | 1       | 0       |
| Suresh Raina        | Indien     | 4       | 3       | 160     | 53,33   | 100     | 1       | 0       |
| Shikhar Dhawan      | Indien     | 4       | 4       | 155     | 51,66   | 97*     | 0       | 1       |
| Alastair Cook       | England    | 4       | 4       | 118     | 29,50   | 46      | 0       | 0       |
| Bowling             |            |         |         |         |         |         |         |         |
| Spieler             | Mannschaft | Spiele  | Overs   | Wickets | Average | BBI     | 5W      | 10W     |
| Mohammed Shami      | Indien     | 4       | 32.3    | 8       | 19,00   | 3/28    | 0       | 0       |
| Ravindra Jadeja     | Indien     | 4       | 36      | 7       | 24,57   | 4/28    | 0       | 0       |
| Ravichandran Ashwin | Indien     | 4       | 39.1    | 7       | 24,85   | 3/39    | 0       | 0       |
| Bhuvneshwar Kumar   | Indien     | 4       | 31      | 5       | 26,80   | 2/14    | 0       | 0       |
| Chris Woakes        | England    | 4       | 32      | 5       | 39,20   | 4/52    | 0       | 0       |

| Twenty20        | Twenty20   | Twenty20 | Twenty20 | Twenty20 | Twenty20 | Twenty20 | Twenty20 | Twenty20 |
| Batting         | Batting    | Batting  | Batting  | Batting  | Batting  | Batting  | Batting  | Batting  |
| Spieler         | Mannschaft | Spiele   | Innings  | Runs     | Average  | HS       | 100s     | 50s      |
| --------------- | ---------- | -------- | -------- | -------- | -------- | -------- | -------- | -------- |
| Eoin Morgan     | England    | 1        | 1        | 71       | 71,00    | 71       | 0        | 1        |
| Virat Kohli     | Indien     | 1        | 1        | 66       | 66,00    | 66       | 0        | 1        |
| Alex Hales      | England    | 1        | 1        | 40       | 40,00    | 40       | 0        | 0        |
| Shikhar Dhawan  | Indien     | 1        | 1        | 33       | 33,00    | 33       | 0        | 0        |
| MS Dhoni        | Indien     | 1        | 1        | 27       |          | 27*      | 0        | 0        |
| Bowling         |            |          |          |          |          |          |          |          |
| Spieler         | Mannschaft | Spiele   | Overs    | Wickets  | Average  | BBI      | 5W       | 10W      |
| Mohammed Shami  | Indien     | 1        | 4        | 3        | 12,66    | 3/38     | 0        | 0        |
| Steven Finn     | England    | 1        | 4        | 1        | 28,00    | 1/28     | 0        | 0        |
| Karn Sharma     | Indien     | 1        | 4        | 1        | 28,00    | 1/28     | 0        | 0        |
| Harry Gurney    | England    | 1        | 4        | 1        | 29,00    | 1/29     | 0        | 0        |
| Moeen Ali       | England    | 1        | 3        | 1        | 31,00    | 1/31     | 0        | 0        |
| Ravindra Jadeja | Indien     | 1        | 4        | 1        | 35,00    | 1/35     | 0        | 0        |
| Mohit Sharma    | Indien     | 1        | 4        | 1        | 39,00    | 1/39     | 0        | 0        |
| Chris Woakes    | England    | 1        | 4        | 1        | 43,00    | 1/43     | 0        | 0        |

## Player of the Series
Als Player of the Series wurden die folgenden Spieler ausgezeichnet.
| Serie | Player of the Series             |
| ----- | -------------------------------- |
| Test  | James Anderson Bhuvneshwar Kumar |
| ODI   | Suresh Raina                     |

### Player of the Match
Als Player of the Match wurden die folgenden Spieler ausgezeichnet.
| Spiel   | Player of the Match |
| ------- | ------------------- |
| 1. Test | James Anderson      |
| 2. Test | Ishant Sharma       |
| 3. Test | James Anderson      |
| 4. Test | Stuart Broad        |
| 5. Test | Joe Root            |
| 2. ODI  | Suresh Raina        |
| 3. ODI  | Ravichandran Ashwin |
| 4. ODI  | Ajinkya Rahane      |
| 5. ODI  | Joe Root            |
| 1. T20  | Eoin Morgan         |